# 赵侗
赵侗（1912年—1939年），原名赵连秀，一作赵同，辽宁岫岩人，满族，中华民国时期抗日将领，国民政府少将 。1939年秋，於河北行唐縣、阜平縣和靈壽縣交界之處，遭到中共八路軍襲擊身亡。

## 生平

### 大学投身抗日
赵侗1931年考入东北大学物理系，同年九一八事变爆发后，赵参加学生运动，南下南京，参与反对不抵抗政策的游行。珍珠桥惨案发生后对国民政府失去信心，与苗可秀等人前往北平。
1932年，赵参加邓铁梅部义勇军。1934年2月1日，与苗可秀等离开邓部独立。

### 组织華北國民抗日軍
1936年1月25日，赵组织“辽南临时政府”，被公推为政府总裁，并与朝鲜革命军开展合作。其后，赵赴北平为铁血军寻求内地支援。不久，铁血军在辽南运转困难，其骨干纷纷南下北平。
1937年3月10日，北方局领导下的东北特别工作委员会（东特）书记苏梅奉刘少奇和彭真的指示，要特委军事部长张希尧建立武装，在平西搞革命抗日根据地。张希尧与党员戴福纯（戴昊）在北平东北大学宿舍秘密召开会议研究“如何创建根据地，搞武装斗争，开展游击战，迎接红军到敌后，打回东北老家去！”参加这次会议的人有：高鹏、王起、刘凤悟，具体分工戴福纯负责动员各学校的中华民族解放先锋队队员，高鹏负责动员在北平的辽南义勇军，刘凤悟负责动员在北平的辽西义勇军，王起负责到冀东和天津租界“起枪”。1937年5月初，“东特”通过高鹏指示刘凤悟：“立即赶到昌平县前七村白羊城”，找到“堡垒户”可以搞到枪，在当地动员了20多民团，戴福纯、那恕从北平带来30多人，高鹏带来的人里有赵侗、曹国仕，这是赵侗第一次出城。1937年5月20日在白羊城村东头关帝庙，“平西游击队”召开成立大会，由辽南抗日义勇军、辽西抗日义勇军、民先队员、昌平县农民组成。平西游击队在永安庄待命，等待北平第二批人员的到来，结果遭到南口守军一个连的突袭，伤亡惨重。平西游击队从永安庄突围后，来到妙峰山大觉寺，当晚召开紧急会议，就永安庄突围展开了激烈的争论，以赵侗为代表的一部分认为：“现在搞武装斗争时机还不成熟，应该把枪藏起来回北平，等待时机成熟再出来。”以刘凤梧为代表的认为：“我们绝不能放下武器，也不能回北平！”最后，高鹏带着赵侗、宋明皋等一部分的人回北平城了，留下的大部分人由刘凤悟和那恕领着，与在妙峰山的焦若愚（东特成员）继续坚持武装斗争。
1937年七七事变后，日本占领北平，赵遂决定在北平西山起兵抗日。7月20日，赵及高鹏、纪亭榭等24人在清华大学起出藏匿武器，在昌平起义。赵侗第二次出城的时间，昌平区党史办的记载是1937年7月22日，号称“国民抗日军”也叫学生军。中共高层获得可靠消息，北平当局要在7月底撤离前把关在德胜门的河北第二模范监狱的共产党和六百余名政治犯全部处置。解救命令通过北平“东北救亡总会”（东总）负责人刘澜波转达给“东特”军事部长张希尧。高鹏带着张希尧的指示，到了妙峰山找到了刘凤悟。8月22日晚上21时许，刘凤悟、赵侗两支游击队配合作战，突袭了该监狱，兵不血刃解救出七百多在押人员，其中党员有乐亭县委书记李海涛、察哈尔民众抗日同盟军地下党支部书记韩庄、磁州暴动领导人马载（马戴）、唐洛寿、正定县委书记郭芳、地下党员王结清、杨诚、黄秋平等，还有一些一二九的学生。
刘凤悟于1962年给国家主席刘少奇写了封信，请求解答关于平西游击队攻打河北第二模范监狱，是不是中共的组织行为。刘少奇在七七事变后已经到太原重建了新的北方局，攻打河北第二模范监狱是周恩来领导的“东北救亡总会”联络策划的，于是刘少奇把信转给了周恩来。周恩来通过中共中央办公厅把信交给了总政答复。1962年9月20日，总政治部《中国人民解放军三十年征文编辑部》在给刘凤梧的复信中指出：“据我们了解，平西游击队是共产党领导的部队，一九三七年春天，我党即派戴福纯等同志到平西组织游击队。不过当时不是以共产党的面目公开出现的，而是以‘东总’的名义。”
1937年7月28日，北平的“东特”又给“平西游击队”派来了一批党员和干部，金振钟、王远音、王建中、尚英等都是东北军学兵队学员，西安事变以后被北平“东特”派到平西游击队。上级决定在三星庄成立“平西游击队军政委员会”，正式把赵侗带领的“国民抗日军”和刘凤悟带领的“平西游击队”合并，司令赵侗，军政委员会主任高鹏，委员刘凤悟，秘书长兼政治部主任王远音，下辖3个总队：
- 一总队长任福祥（赵侗的舅舅）
- 二总队长宋明皋
- 三总队长刘凤悟，政治主任戴福纯，
  - 7大队长姜声，指导员尚英，
  - 8大队长陈品才，指导员佟旭野，
  - 9大队长贾篙明，指导员邹凤明。

1937年8月13日，“东特”的部分领导干部调到“东总”西安分会任职，但平西游击队发生了副司令郑子丰、参谋长包旭堂、一总队长任福祥事件。张希尧在临走前，把陈大凡、常戟武、汪之力等党员派了进来，安排他们担任了总参议、参谋长、政治部主任。8月下旬，三总队在南口八达岭一带搜集到不少国军逃离时丢弃的武器，达到了每人一支枪、五颗手榴弹，大队有三挺机枪，总队还弄到一挺高射机枪和五驴驮子弹药。三个总队合在一起的第一个行动就是1937年8月29日凌晨2时“天门沟战斗”（黑山扈战斗，因为两地紧挨着）。9月1日，部队在前沙涧村休整，北平“东特”派人送来指示说：“你们消灭了汉奸，打死了鬼子，鬼子要报复，这次他们纠集了五千多人，要对妙峰山进行围剿，你们接到信以后，把部队向后七村转移。”1937年秋，平西游击队发展到三千多人，平西根据地也建立了4个县的抗日政权：宛平县长焦若愚，昌平县长佟旭野，房山县长杜柏华，乐亭县长李海涛。平西游击队接到北平“东特”指示，西进与聂荣臻、杨成武率领的老红军组成的八路军主力部队会合。1937年11月下旬，韩庄和曹勋回来报告在蔚县和八路军一一五师杨成武独立团接上头。于是平西游击队在“东特”书记苏梅的带领下来到了阜平，于12月20日见到了八路军晋察冀军区司令员聂荣臻，1937年12月25日正式编为八路军晋察冀军区五支队（师级）；八路军总司令朱德发来了贺电。雖由赵出任司令员，不過實際上趙侗只是空頭司令，權力已遭共產黨架空。不久之后，中国共产党先后发展其副手高鹏、纪亭榭成为党员，却拒绝了赵的申请，赵遂对共产党产生猜疑之心。高鹏說趙侗是國社黨黨員。
“东特”向平西游击队陆续派去了中共党员有：焦土（焦若愚）、王远音、戴福纯、那恕、杜柏华、刘坚、尚英、姜声、佟旭野、贾嵩明、邹凤鸣、史进前、王建中、金振钟、冷拙、包乾、汪智力、阎铁、胡旭、胡可、陈大凡、王文、张如三、沈海青（林一民）等。这支“平西游击队”、“五支队”后来发展为晋察冀八路军“老三团”一部分、中国人民解放军第六十五军第193师第577团。这支部队里走出的高级将领、高级干部有：北京军区政委袁升平（开国中将）；北京市市长焦若愚；总政治部副主任史进前（开国少将）；广州军区顾问韩庄（开国少将）：兰州军区副政委张如三（开国少将）：第六十八军军政、第二十兵团副参谋长邱蔚（开国少将）：总后勤部营房部部长金振钟（开国少将）：海军航空兵参谋长纪亭榭（开国少将）；轻工业部顾问（正部级）马载：天津市政协副主席李海涛：河北省副省长郭芳：总政治部文化部长、剧作家胡可；沈阳军区防空军副司令高鹏（开国大校）；空军后勤部部长王建中（开国大校）；总参工程兵学院院长王洁清、黑龙江省主席陈大凡等。

### 逃離八路軍晉察冀軍區第五支隊
部隊被中共同化之後，趙侗雖為司令，但卻喪失了人身自由，趙侗在游擊隊司令一職上呆了將近一年。1938年8月，終於帶著幾個隨從，以下基層視察為由，秘密脫離了游擊隊。 
游擊隊老戰士史進前回憶：
「9月，趙侗就帶著他最親信的十幾個人逃跑了。我們趕快派同志去追他，勸他回來。他不回來，給我們中隊以上的幹部寫了封信，他說，「我幾次想對你們(幹部中的共產黨員)一網打盡，但是考慮到我們同甘苦共患難一起搞了這麼久，不忍心下手。」我們那時也非常警惕，所以他下不了手。我們為了對付他，我帶著政治部專門組織了警衛連，給他們的任務就是對付趙侗的突然事變，所以我說你們放崗放哨就是對趙侗放的。那個連非常負責任，所以趙侗沒法子，最後跑掉了。」

### 授少将军衔
1937年年底，赵自天津潜往香港与其母赵洪文国会合，取道广西、云南至重庆，沿途受到当地民众的广泛欢迎，被国民政府授少将军衔。

### 再次重組抗日游擊隊

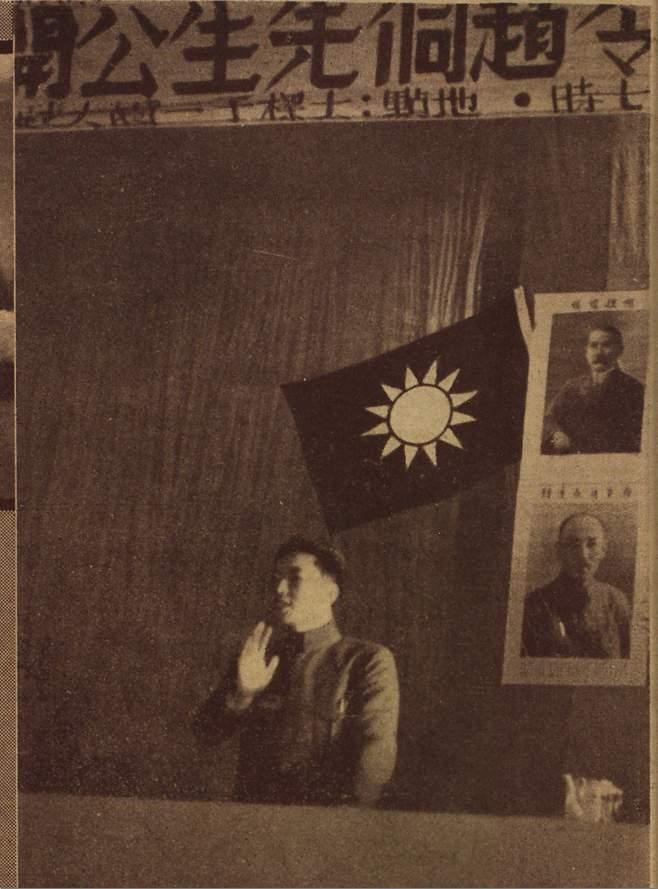
赵侗在重庆演讲

1938年末，在北平郊外重組抗日游擊隊的努力失敗後，趙侗選擇了南下。在重慶獲得了空前的歡迎。媒體將他視作開展抗日游擊戰爭的英雄——趙侗此前已寫過多篇文章和一本小冊子，總結了自己多年來游擊戰爭的經驗之談。 1939年1月，受到蒋介石接见，入國民黨中央訓練團黨政訓練班第一期学习。毕业后被国民政府的军事委员会委任为晋察冀游击第一总队少将司令，奉命返回华北重新组织游击队。據秦孝儀《革命人物誌》記載：「二十七年間，奉召經香港赴重慶，參加中央訓練團黨政班第一期受訓，烈士以輾轉跋涉，入學不易，深感良機難再，益自奮勉；畢業時，以品學兼優，載譽而返。率領幹部北上。」而據《現代滿族英烈傳》一書記載： 「1939年6月29日，趙同與吳桂良等由經培訓的大中專知識青年中挑選100名將士，親自率領北上對日抗戰，第一站到達西安。」

### 趙侗之死
1939年秋，赵侗率300余人，配长短武器和2部电台，不顾威胁北上敌后。途中卻遭到中共部队伏击，在河北省行唐县、阜平县和灵寿县的交界之处牺牲，年仅27岁。20歲的妹妹趙理智一同被害。在赵侗被害之后， 母親赵洪文国對《益世报》记者說：
我深信我的儿子是一个努力抗战的青年，只要是中国人，一个爱国的中国人，都应该对他加以培植，不应该摧残的。并且，我们的游击队，本是属於民众组织，我们原来都是纯良的老百姓，我们只知打日本鬼子。打出日本鬼子，好回转我们的老家，仍然做我们和平的人民和种我们的庄稼。我们真想不透，是为著什麽仇恨，他竟遭人残害……照理，全中国的人，于今，是自政府官吏，下至仆夫走卒，都该要认识清楚再没有私仇和旧恨。至于有一些人爱假借什么名词和理由，不管他的话，说得多么动听，但他不曾抵抗敌人，或是反来破坏自己的抗战队伍，那就等于汉奸，那是要为全国人所共同唾弃的。”
最初，中共方面未承认是己方部队袭击了赵侗。1949年，官方资料承认了袭击。共产党方面认为，赵侗带领“北上抗日先遣队”回老根据地打游击，是與中共抢地盘，必須消滅。

據聂荣臻所写的《聶榮臻回憶錄》記載：
趙侗为人很狂妄，一直想要脫離游擊隊，同國民黨的關係拉得很緊。聶榮臻多次做過趙侗的工作，但是趙侗總有二心。他本人後來還帶了10來個人逃跑，後來跑到重慶，國民黨政府收编了赵侗，給他下委任狀，并配電台、密碼和各種新式武器，派他回華北，破壞共产黨建立的敵後根據地。1940年初，他返回华北時，在石家莊以北的一個地方，正好踫上從冀中回晉西北的贺龙的120师部隊，便展开了一场遭遇战，戰鬥中120師全歼了趙侗的隊伍。

另据2005年出版的《八路軍老戰士口述實錄》一书中史進前的回憶，對赵侗的死亡进行了说明，並且介紹了八路军攻打趙侗的經過，提到了四个重点：
一是攻打趙侗前，賀龍曾征求了聂荣臻的意見，聶的意見是徹底消滅；二是參戰部隊不僅有賀龍部，也有晉察冀部隊；三是確定了一個不留的原則，打完後一個一個檢查；四是後來發現仍有一人逃掉，跑回東北。